# Pallavolo paralimpica ai XVI Giochi paralimpici estivi - Torneo maschile
Il torneo maschile di pallavolo paralimpica ai XVI Giochi paralimpici estivi si è svolto dal 27 agosto al 4 settembre 2021 presso il Makuhari Messe.

## Risultati

### Fase a gironi

#### Girone A
| Squadra              | Pt | G | V | P | SV | SP | RS    | PF  | PS  | RP    |
| -------------------- | -- | - | - | - | -- | -- | ----- | --- | --- | ----- |
| RPC                  | 3  | 3 | 3 | 3 | 9  | 0  | MAX   | 225 | 151 | 1,490 |
| Bosnia ed Erzegovina | 2  | 3 | 2 | 2 | 6  | 3  | 2,000 | 205 | 176 | 1,165 |
| Egitto               | 1  | 3 | 1 | 1 | 3  | 6  | 0,500 | 193 | 174 | 1,109 |
| Giappone             | 0  | 3 | 0 | 0 | 0  | 9  | 0,000 | 103 | 225 | 0,458 |

| Tokyo 27 agosto 2021, ore 14:00 UTC+9 | Giappone                           | 0 – 3 (6-25, 17-25, 15-25) referto | RPC | Makuhari Messe\| Arbitri: \| Khalid Shanishah Christina Fiebich \| |
| Arbitri:                              | Khalid Shanishah Christina Fiebich |                                    |     |                                                                    |

| Tokyo 27 agosto 2021, ore 20:30 UTC+9 | Egitto                      | 0 – 3 (23-25, 22-25, 15-25) referto | Bosnia ed Erzegovina | Makuhari Messe\| Arbitri: \| Andre Calado Neal Konowalyk \| |
| Arbitri:                              | Andre Calado Neal Konowalyk |                                     |                      |                                                             |

| Tokyo 29 agosto 2021, ore 10:00 UTC+9 | RPC                            | 3 – 0 (25-19, 25-18, 25-18) referto | Bosnia ed Erzegovina | Makuhari Messe\| Arbitri: \| Ebrahim Firouzi Neal Konowalyk \| |
| Arbitri:                              | Ebrahim Firouzi Neal Konowalyk |                                     |                      |                                                                |

| Tokyo 29 agosto 2021, ore 18:30 UTC+9 | Giappone                       | 0 – 3 (11-25, 7-25, 6-25) referto | Egitto | Makuhari Messe\| Arbitri: \| Marie-Claude Richer Huang Xiao \| |
| Arbitri:                              | Marie-Claude Richer Huang Xiao |                                   |        |                                                                |

| Tokyo 31 agosto 2021, ore 10:00 UTC+9 | Egitto                   | 0 – 3 (21-25, 17-25, 20-25) referto | RPC | Makuhari Messe\| Arbitri: \| Dominik Raca Ute Fischer \| |
| Arbitri:                              | Dominik Raca Ute Fischer |                                     |     |                                                          |

| Tokyo 31 agosto 2021, ore 20:30 UTC+9 | Bosnia ed Erzegovina         | 3 – 0 (25-13, 25-15, 25-13) referto | Giappone | Makuhari Messe\| Arbitri: \| Barbara Pakuła Kim Jong-heun \| |
| Arbitri:                              | Barbara Pakuła Kim Jong-heun |                                     |          |                                                              |

#### Girone B
| Squadra  | Pt | G | V | P | SV | SP | RS    | PF  | PS  | RP    |
| -------- | -- | - | - | - | -- | -- | ----- | --- | --- | ----- |
| Iran     | 3  | 3 | 3 | 0 | 9  | 0  | MAX   | 225 | 177 | 1,271 |
| Brasile  | 1  | 3 | 1 | 2 | 4  | 7  | 0,571 | 253 | 258 | 0,981 |
| Germania | 1  | 3 | 1 | 2 | 4  | 7  | 0,571 | 247 | 258 | 0,957 |
| Cina     | 1  | 3 | 1 | 2 | 4  | 7  | 0,571 | 241 | 273 | 0,883 |

| Tokyo 28 agosto 2021, ore 10:00 UTC+9 | Iran                           | 3 – 0 (25-23, 25-16, 25-17) referto | Germania | Makuhari Messe\| Arbitri: \| Vanessa Redes Khalid Shanishah \| |
| Arbitri:                              | Vanessa Redes Khalid Shanishah |                                     |          |                                                                |

| Tokyo 28 agosto 2021, ore 20:30 UTC+9 | Brasile                          | 3 – 1 (28-26, 26-28, 25-19, 25-13) referto | Cina | Makuhari Messe\| Arbitri: \| Sari Mannersuo Ritsuto Yamamichi \| |
| Arbitri:                              | Sari Mannersuo Ritsuto Yamamichi |                                            |      |                                                                  |

| Tokyo 30 agosto 2021, ore 14:00 UTC+9 | Germania                     | 1 – 3 (23-25, 25-23, 23-25, 23-25) referto | Cina | Makuhari Messe\| Arbitri: \| Kim Jong-heun Sari Mannersuo \| |
| Arbitri:                              | Kim Jong-heun Sari Mannersuo |                                            |      |                                                              |

| Tokyo 30 agosto 2021, ore 20:30 UTC+9 | Iran                              | 3 – 0 (25-19, 25-23, 25-22) referto | Brasile | Makuhari Messe\| Arbitri: \| Ritsuto Yamamichi Krisztina Árpás \| |
| Arbitri:                              | Ritsuto Yamamichi Krisztina Árpás |                                     |         |                                                                   |

| Tokyo 1 settembre 2021, ore 14:00 UTC+9 | Brasile                     | 1 – 3 (23-25, 25-22, 19-25, 18-25) referto | Germania | Makuhari Messe\| Arbitri: \| Ebrahim Firouzi Haris Helać \| |
| Arbitri:                                | Ebrahim Firouzi Haris Helać |                                            |          |                                                             |

| Tokyo 1 settembre 2021, ore 18:30 UTC+9 | Cina                            | 0 – 3 (21-25, 22-25, 14-25) referto | Iran | Makuhari Messe\| Arbitri: \| Christina Fiebich Toomas Murulo \| |
| Arbitri:                                | Christina Fiebich Toomas Murulo |                                     |      |                                                                 |

### Fase a eliminazione diretta
|  | Semifinali           | Semifinali           | Semifinali |      |     | Finale medaglia d'oro     | Finale medaglia d'oro     | Finale medaglia d'oro     |  |
|  |                      |                      |            |      |     |                           |                           |                           |  |
|  | RPC                  | RPC                  | 3          |      |     |                           |                           |                           |  |
|  | RPC                  | RPC                  | 3          |      |     |                           |                           |                           |  |
|  | Brasile              | Brasile              | 1          |      |     |                           |                           |                           |  |
|  | Brasile              | Brasile              | 1          |      | RPC | RPC                       | 1                         |                           |  |
|  |                      |                      |            |      | RPC | RPC                       | 1                         |                           |  |
|  |                      |                      | Iran       | Iran | 3   |                           |                           |                           |  |
|  | Iran                 | Iran                 | Iran       | Iran | 3   | 3                         |                           |                           |  |
|  | Iran                 | Iran                 |            |      |     | 3                         |                           |                           |  |
|  | Bosnia ed Erzegovina | Bosnia ed Erzegovina | 0          |      |     | Finale medaglia di bronzo | Finale medaglia di bronzo | Finale medaglia di bronzo |  |
|  | Bosnia ed Erzegovina | Bosnia ed Erzegovina | 0          |      |     |                           |                           |                           |  |
|  |                      |                      |            |      |     |                           |                           |                           |  |
|  |                      |                      |            |      |     | Brasile                   | Brasile                   | 1                         |  |
|  |                      |                      |            |      |     | Brasile                   | Brasile                   | 1                         |  |
|  |                      |                      |            |      |     | Bosnia ed Erzegovina      | Bosnia ed Erzegovina      | 3                         |  |

#### Semifinali
| Tokyo 2 settembre 2021, ore 18:30 UTC+9 | RPC                           | 3 – 1 (22-25, 25-21, 25-19, 25-19) referto | Brasile | Makuhari Messe\| Arbitri: \| Haris Helać Christina Fiebich \| |
| Arbitri:                                | Haris Helać Christina Fiebich |                                            |         |                                                               |

| Tokyo 2 settembre 2021, ore 21:00 UTC+9 | Iran                      | 3 – 0 (25-16, 25-16, 25-17) referto | Bosnia ed Erzegovina | Makuhari Messe\| Arbitri: \| Dominik Raca Andre Calado \| |
| Arbitri:                                | Dominik Raca Andre Calado |                                     |                      |                                                           |

#### Finale medaglia di bronzo
| Tokyo 4 settembre 2021, ore 14:00 UTC+9 | Brasile                       | 1 – 3 (25-23, 19-25, 18-25, 11-25) referto | Bosnia ed Erzegovina | Makuhari Messe\| Arbitri: \| Neal Konowalyk Sari Mannersuo \| |
| Arbitri:                                | Neal Konowalyk Sari Mannersuo |                                            |                      |                                                               |

#### Finale medaglia d'oro
| Tokyo 4 settembre 2021, ore 19:10 UTC+9 | RPC                        | 1 – 3 (21-25, 14-25, 25-19, 17-25) | Iran | Makuhari Messe\| Arbitri: \| Toomas Murulo Benno Meijer \| |
| Arbitri:                                | Toomas Murulo Benno Meijer |                                    |      |                                                            |

### Incontri per i piazzamenti finali

#### 7º/8º posto
| Tokyo 2 settembre 2021, ore 13:30 UTC+9 | Giappone                  | 0 – 3 (14-25, 18-25, 19-25) referto | Cina | Makuhari Messe\| Arbitri: \| Ute Fischer Vanessa Redes \| |
| Arbitri:                                | Ute Fischer Vanessa Redes |                                     |      |                                                           |

#### 5º/6º posto
| Tokyo 2 settembre 2021, ore 15:30 UTC+9 | Egitto                            | 3 – 2 (25-23, 24-26, 25-18, 22-25, 15-8) referto | Germania | Makuhari Messe\| Arbitri: \| Kim Jong-heun Marie-Claude Richer \| |
| Arbitri:                                | Kim Jong-heun Marie-Claude Richer |                                                  |          |                                                                   |

## Classifica
| Posizione | Squadra              |
| --------- | -------------------- |
| 1         | Iran                 |
| 2         | RPC                  |
| 3         | Bosnia ed Erzegovina |
| 4         | Brasile              |
| 5         | Egitto               |
| 6         | Germania             |
| 7         | Cina                 |
| 8         | Giappone             |